# دين بايرز
دين بايرز هو لاعب هوكي جليد كندي، ولد في 21 فبراير 1986 في Nipawin ‏ في كندا.

## وصلات خارجية
- دين بايرز على موقع دوري الهوكي الوطني (الإنجليزية)
- دين بايرز على موقع قاعة مشاهير الهوكي (لاعب أن.إتش.أل) (الإنجليزية)
- دين بايرز على موقع EliteProspects.com (الإنجليزية)
- دين بايرز على موقع HockeyDB.com (الإنجليزية)
- دين بايرز على موقع Hockey-Reference.com (الإنجليزية)